# تكساس سيتي
تكساس سيتي (بالإنجليزية: Texas City)‏ هي مدينة أمريكية تقع في ولاية تكساس.تبلغ مساحة هذه المدينة 480.6 (كم²)،ويبلغ عدد سكانها 45099 نسمة حسب إحصاء سنة 2010 م.

## التركيبة السكانية
حدّد مكتب تعداد الولايات المتحدة بيانات التركيبة السكانية لتكساس سيتي في تعداد الولايات المتحدة. في ما يلي، التركيبة السكانية حسب تعدادي 2000 و2010.

### تعداد عام 2000
بلغ عدد سكان تكساس سيتي 41,521 نسمة بحسب تعداد عام 2000، وبلغ عدد الأسر 15,479 أسرة وعدد العائلات 10,967 عائلة مقيمة في المدينة. في حين سجلت الكثافة السكانية 86.3 نسمة لكل كيلومتر مربع (223.5/ميل2). وبلغ عدد الوحدات السكنية 16,715 وحدة بمتوسط كثافة قدره 34.8 لكل كيلومتر مربع (90.1/ميل2).
وتوزع التركيب العرقي للمدينة بنسبة 60.75% من البيض و27.47% من الأمريكيين الأفارقة و0.50% من الأمريكيين الأصليين و0.88% من الأمريكيين ذوي الأصول الآسيوية و0.05% من سكان جزر المحيط الهادئ و8.23% من الأعراق الأخرى و2.12% من عرقين مختلطين أو أكثر و20.52% من الهسبانيون أو اللاتينيون من أي عرق.
بلغ عدد الأسر 15,479 أسرة كانت نسبة 39.1% منها لديها أطفال تحت سن الثامنة عشر تعيش معهم، وبلغت نسبة الأزواج القاطنين مع بعضهم البعض 48.6% من أصل المجموع الكلي للأسر، ونسبة 17.3% من الأسر كان لديها معيلات من الإناث دون وجود شريك، بينما كانت نسبة 5% من الأسر لديها معيلون من الذكور دون وجود شريكة وكانت نسبة 29.1% من غير العائلات. تألفت نسبة 24.8% من أصل جميع الأسر من عدة أفراد يعيشون في نفس المنزل ونسبة 9.3% كانت تتألف من شخص يعيش بمفرده يبلغ من العمر 65 عاماً أو أكثر. وبلغ متوسط حجم الأسرة المعيشية 2.62، أما متوسط حجم العائلات فبلغ 3.13.
بلغ العمر الوسطي للسكان 35.5 عاماً. وكانت نسبة 26.7% من القاطنين تحت سن الثامنة عشر، وكانت نسبة 9.5% بين الثامنة عشر والرابعة والعشرين عاماً، ونسبة 27.1% كانت واقعةً في الفئة العمرية ما بين الخامسة والعشرين والرابعة والأربعين عاماً، ونسبة 22.1% كانت ما بين الخامسة والأربعين والرابعة والستين، ونسبة 12.4% كانت ضمن فئة الخامسة والستين عاماً فما فوق. يوجد لكل 100 أنثى 91.1 ذكر، ويوجد لكل 100 أنثى في الثامنة عشر من عمرها فما فوق 86.8 ذكر.
بلغ متوسط دخل الأسرة في المدينة 31,570 دولارًا، أما متوسط دخل العائلة فبلغ 40,983 دولارًا. وكان متوسط دخل الذكور 30,966 دولارًا مقابل 25,110 دولارًا للإناث. وسجل دخل الفرد الخاص بالمدينة 17,941 دولارًا. وكانت نسبة 12.7% من العائلات ونسبة 16.9% من السكان تحت خط الفقر، وكان من هؤلاء نسبة 25.3% تحت سن الثامنة عشر ونسبة 16.1% في الخامسة والستين من العمر وما فوق.

### تعداد عام 2010
بلغ عدد سكان تكساس سيتي 45,099 نسمة بحسب تعداد عام 2010، وبلغ عدد الأسر 16,628 أسرة وعدد العائلات 11,426 عائلة مقيمة في المدينة. في حين سجلت الكثافة السكانية 93.8 نسمة لكل كيلومتر مربع (242.9/ميل2). وبلغ عدد الوحدات السكنية 18,773 وحدة بمتوسط كثافة قدره 39 لكل كيلومتر مربع (101.0/ميل2).
وتوزع التركيب العرقي للمدينة بنسبة 56.05% من البيض و29.71% من الأمريكيين الأفارقة و0.66% من الأمريكيين الأصليين و1.04% من الأمريكيين ذوي الأصول الآسيوية و0.06% من سكان جزر المحيط الهادئ و9.51% من الأعراق الأخرى و2.99% من عرقين مختلطين أو أكثر و27.02% من الهسبانيون أو اللاتينيون من أي عرق.
بلغ عدد الأسر 16,628 أسرة كانت نسبة 37% منها لديها أطفال تحت سن الثامنة عشر تعيش معهم، وبلغت نسبة الأزواج القاطنين مع بعضهم البعض 42.2% من أصل المجموع الكلي للأسر، ونسبة 20.3% من الأسر كان لديها معيلات من الإناث دون وجود شريك، بينما كانت نسبة 6.2% من الأسر لديها معيلون من الذكور دون وجود شريكة وكانت نسبة 31.3% من غير العائلات. تألفت نسبة 26.2% من أصل جميع الأسر من عدة أفراد يعيشون في نفس المنزل ونسبة 9.6% كانت تتألف من شخص يعيش بمفرده يبلغ من العمر 65 عاماً أو أكثر. وبلغ متوسط حجم الأسرة المعيشية 2.66، أما متوسط حجم العائلات فبلغ 3.20.
بلغ العمر الوسطي للسكان 35.9 عاماً. وكانت نسبة 26.3% من القاطنين تحت سن الثامنة عشر، وكانت نسبة 8.9% بين الثامنة عشر والرابعة والعشرين عاماً، ونسبة 25.9% كانت واقعةً في الفئة العمرية ما بين الخامسة والعشرين والرابعة والأربعين عاماً، ونسبة 26% كانت ما بين الخامسة والأربعين والرابعة والستين، ونسبة 12.9% كانت ضمن فئة الخامسة والستين عاماً فما فوق. وتوزع التركيب الجنسي للسكان بنسبة 47.9% ذكور و52.1% إناث.

## أعلام
- جو كالدويل
- دل برات
- فيرنون كروفورد
- روبن أرمسترونغ
- كلود تيريل
- تشارلز براون